# Gele zaksikkelmot
De gele zaksikkelmot (Agnoea subochreella) is een vlinder uit de familie zaksikkelmotten (Lypusidae). De wetenschappelijke naam is voor het eerst geldig gepubliceerd in 1859 door Henry Doubleday.
De soort komt voor in Europa.